# Tapellaria herpetospora
Tapellaria herpetospora är en lavart som beskrevs av Müll. Arg. 1890. Tapellaria herpetospora ingår i släktet Tapellaria och familjen Ectolechiaceae.   Inga underarter finns listade i Catalogue of Life.